# 上菲施巴赫
上菲施巴赫是德国莱茵兰-普法尔茨州的一个市镇。总面积5.04平方公里，总人口173人，其中男性91人，女性82人（2011年12月31日），人口密度34人/平方公里。